# 博木博果尔
杜拉尔·博木博果尔（Dular Bombogor，？—1640年），出生于雅克萨（今俄罗斯阿穆尔州阿尔巴津诺），17世纪黑龍江地區索倫人（今鄂溫克族前身）酋長以及索伦部落联盟（当时称之为野人女真）的领袖，在黑龍江流域的勢力很强大。在博木博果尔的领导下，索伦人和达斡尔族一同对抗清军的征服活动以捍卫生存的土地。
1638年，清太宗皇太极派將軍穆喀什喀討伐博木博果尔，但清军无力击败索伦人的抵抗，被迫撤军。1639年12月，皇太極又派另一支约为2500人的军队討伐博木博果尔，這次清军深入索伦人的领地，直到呼瑪河，和博木博果尔指揮的500個索倫人和達斡爾族交戰，清军取得胜利。1640年5月，清军攻下了包括雅克薩在內的4座索伦人的城寨，俘获大量的馬、牛、皮毛和奴隸。雖然博木博果尔仍繼續抵抗，但他逐渐失去支持，因为索伦人的很多部眾都明白自己根本不可能战胜強大的清军，从而轉為效忠清朝皇帝。1640年8月，皇太極再度派軍攻打博木博果尔，索伦人和达斡尔人无力抵抗清军。博木博果尔想要逃往蒙古，但在半途连同财产和妻儿被清军截获，押往盛京處死。他死後清军正式征服了整个黑龍江流域，而他的族人部眾則被收編入清军八旗之中。